# Pegcetacoplan
Pegcetacoplan, comercializado bajo la marca Empaveli entre otras, es un medicamento utilizado para tratar la hemoglobinuria paroxística nocturna. Específicamente se utiliza en adultos que siguen teniendo un nivel bajo de glóbulos rojos a pesar de tomar un medicamento llamado inhibidor de C5. Este medicamento se administra mediante una inyección gradual bajo la piel.  
Entre los efectos secundarios de este medicamento se incluyen reacciones en el lugar de inyección, infecciones, diarrea, dolor abdominal, infección de las vías respiratorias, infección vírica, cansancio y fiebre. No está claro la seguridad de este medicamento en el embarazo. Su uso requiere que las personas estén vacunadas. Actúa uniéndose a la proteína del complemento C3 e inhibiéndola. 
Este medicamento fue aprobado para uso médico en los Estados Unidos y Europa en 2021. En el Reino Unido, al NHS le cuesta alrededor de  24,800 libras esterlinas por 4 semanas. En los Estados Unidos, esta cantidad cuesta alrededor de 37,000 dólares estadounidenses. 